# Kabinet Sjedinjenih Američkih Država
Kabinet Sjedinjenih Država (engl. United States Cabinet) se sastoji od najviših dužnosnika izvršne grane u federalnih vlasti SAD-a. Prvi kabinet je sastavio predsjednik George Washington tako što je imenovao četvoricu najbližih suradnika - državnog tajnika Thomasa Jeffersona, ministra financija Alexandera Hamiltona ministra rata Henryja Knoxa i vrhovnog odvjetnika Edmunda Randolpha - koji su mu pomagali u vršenju dužnosti. Kasnije se kabinet širio uvođenjem novih dužnosnika koji imaju razinu i ovlasti odgovarajuće ministrima u drugim vladama. Ponekad se kao član kabineta spominje i potpredsjednik Sjedinjenih Američkih Država.
Članove kabineta imenuje predsjednik, ali ih nakon toga Senat mora potvrditi običnom većinom.

## Vanjske poveznice
- Official site of the President's Cabinet  Arhivirana inačica izvorne stranice od 12. prosinca 2003. (Wayback Machine)
- U.S. Senate's list of cabinet members who did not attend the State of the Union Address (since 1984)